# Podhoroď
Podhoroď é um município da Eslováquia, situado no distrito de Sobrance, na região de Košice. Tem 16,61 km² de área e sua população em 2018 foi estimada em 344 habitantes.

## Demografia
| Ano:        | 1994 | 2004    | 2014   | 2024    |
| ----------- | ---- | ------- | ------ | ------- |
| Broj ljudi: | 443  | 391     | 374    | 320     |
| Razlika:    |      | -11,73% | -4,34% | -14,43% |

| Ano:               | 2023 | 2024   |
| ------------------ | ---- | ------ |
| Número de pessoas: | 315  | 320    |
| Diferença:         |      | +1,58% |